# Edifício do Leal Senado (Macau)

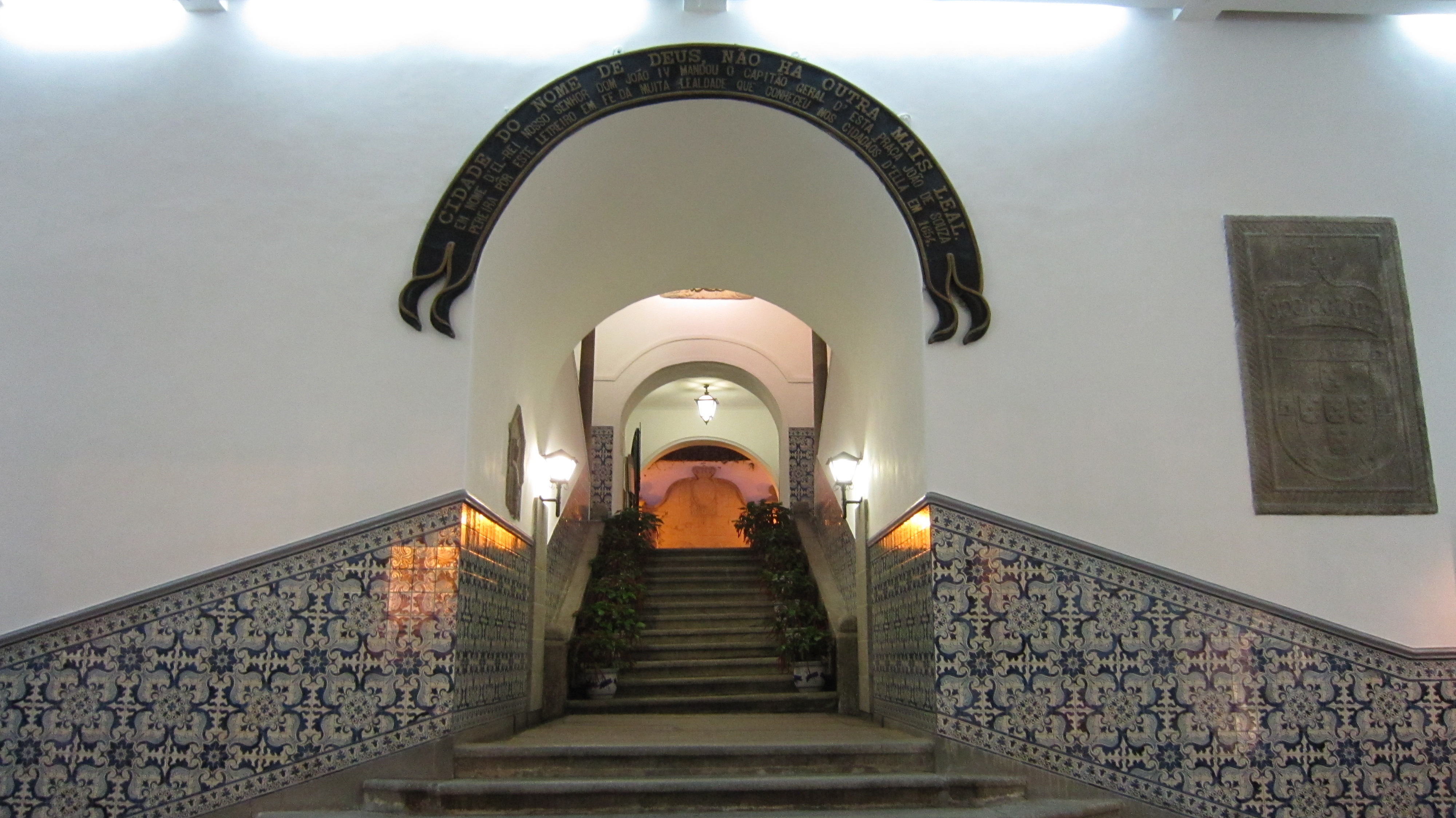
Dentro da entrada principal do Edifício, encontra-se uma placa com o título Não Há Outra Mais Leal, concedido pelo Rei D. João IV à cidade de Macau em 1654.

O Edifício do Leal Senado, que albergou o Leal Senado e que hoje alberga o Instituto dos Assuntos Cívicos e Municipais, foi originalmente construído em 1784, seguindo um estilo neoclássico. É considerado como um dos exemplos mais marcantes da arquitectura portuguesa em Macau. Situa-se na Freguesia de S. Lourenço, mais precisamente ao lado da Avenida Almeida Ribeiro (uma avenida muito movimentada quer por pedestres quer por carros e que contém muitas lojas e estabelecimentos comerciais, nomeadamente joalharias) e em frente do Edifício localiza-se o Largo do Senado, o centro urbano de Macau.
Na primeira metade do século XX, este edifício histórico sofreu grandes obras de restauro, que foram concluídas em 1940, tomando o seu actual aspecto.
O Edifício do Leal Senado, juntamente com o Largo do Senado, é incluído na Lista dos monumentos históricos do "Centro Histórico de Macau", por sua vez incluído na Lista do Património Mundial da Humanidade da UNESCO.
O traçado arquitectónico original, incluindo o jardim do pátio posterior e a fachada, do Edifício do Leal Senado conseguiu, ao longo dos tempos, manter-se até agora e nunca sofreu grandes transformações. A fachada principal, de cor predominantemente branca, tem 14,5 m de altura e 44 m de largura. Está dividida em três secções por elementos verticais de granito e é também encimada por um frontão triangular que tem aproximadamente 17 m de altura. A entrada principal é decorada por colunas dóricas de granito. A imagem geral do edifício é marcado também pelas janelas francesas e as varandas com gradeamentos de ferro decorados com pequenos canteiros de flores. 
No primeiro andar do Edifício, um salão nobre dá acesso a uma pequena capela e a uma exuberante e ricamente decorada biblioteca pública construída em madeira, ao estilo da biblioteca do Convento de Mafra, em Portugal. Contém alguns livros e manuscritos magníficos da Universidade de Coimbra.